# La Révolte des pendus (film, 1986)
Pour les articles homonymes, voir La Révolte des pendus (homonymie).
Pour plus de détails, voir Fiche technique et Distribution.
 La Révolte des pendus (La Rebelión de los colgados) réalisé par Juan Luis Buñuel, est un film sorti en 1986, adapté du roman de B. Traven La Révolte des pendus.

## Fiche technique
Sauf indication contraire, les informations mentionnées dans cette section peuvent être confirmées par la base de données cinématographiques IMDb,  présente dans la section « Liens externes ».
- Titre original : La Rebelión de los colgados
- Réalisation : Juan Luis Buñuel
- Scénario : d'après le roman La Révolte des pendus de B. Traven
- Producteur : Manfred D. Heid
- Pays de production :  Mexique
- Photographie : Álex Phillips Jr.
- Durée : 100 minutes
- Date de sortie : 1986[3]

## Distribution
- Fernando Balzaretti (en) : Don Gabriel[4]/Don Ramon[5] selon les sources
- Jean-François Stévenin : Don Severo
- Pedro Altamirano
- José Luis Cruz : Avocat Martín
- Anaís de Melo (es)
- Günther Maria Halmer : Don Ramón
- Graciela Lara (en)
- Enrique Lucero (en) : Narciso
- Uwe Ochsenknecht : Le Français
- Manuel Ojeda : Celso
- Bruno Rey (es) : Capataz
- Elena Sofia Ricci : Isabel
- Patricia Reyes Spíndola : Maria
- Miguel Ángel Rodríguez (en) : Santiago
- José Carlos Ruiz (en) : Tomás
- Jorge Russek : Gusano
- Reiner Schöne : Costeño
- Roberto Sosa (es) : Cándido[6]
- David Yukon
- Javier Zaragoza